# Tomás Morales Castellano
Tomás Morales Castellano (Moya, 10 de octubre de 1884 - Las Palmas de Gran Canaria, 15 de agosto de 1921) fue un poeta español, máximo representante del modernismo lírico insular e iniciador de la poesía canaria moderna. Es considerado uno de los principales poetas del modernismo español o, más exactamente, del posmodernismo. Autor del libro Las Rosas de Hércules, destaca entre su obra de poemas la Oda al Atlántico.
Tuvo 4 hijos: Tomás, Graciliano, Ana Maria de las Nieves y Manuel

## Biografía

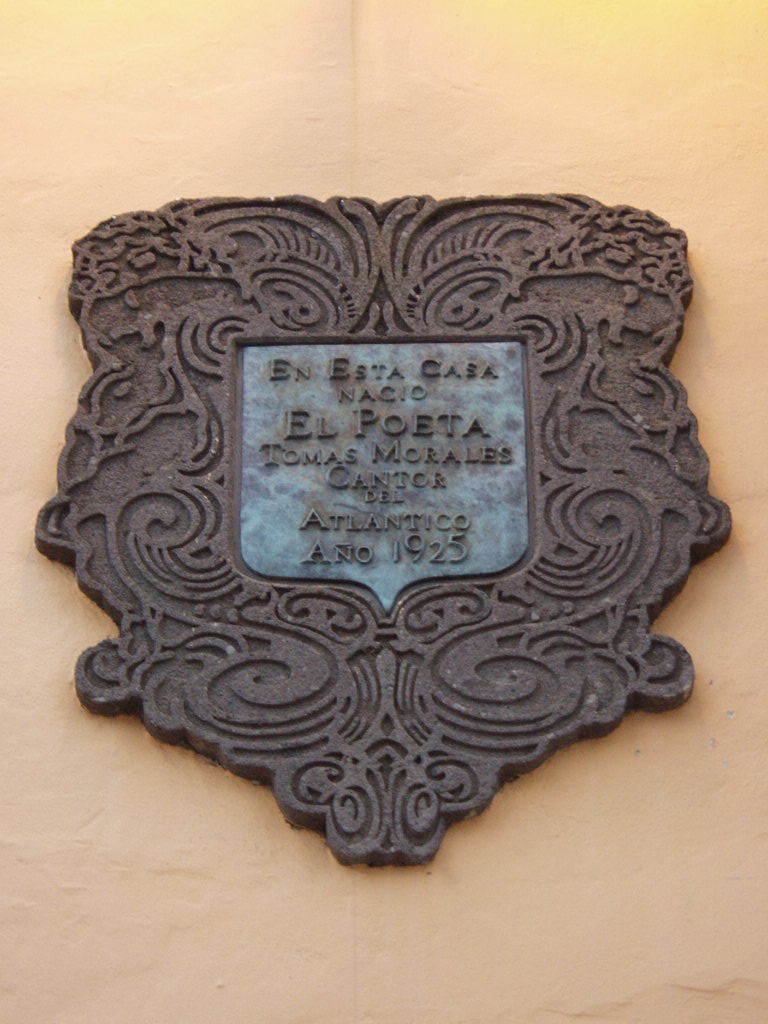
Placa conmemorativa en la casa natal del poeta.

En 1893 inicia en el Colegio de San Agustín los estudios primarios que finalizará en 1898. En los dos años siguientes escribe sus primeros versos. Compartió generación con otros poetas grancanarios como Alonso Quesada y Saulo Torón. Coincidió en el colegio de San Agustín con Alonso Quesada y el pintor Néstor Martín Fernández de la Torre. Se traslada a Cádiz en 1900 para cursar los estudios de Medicina. En el periódico El Telégrafo (Las Palmas) se publicarán sus primeras poesías (1902-1903). Se marcha a Madrid en 1904 para ampliar estudios en la Facultad de San Carlos. En la capital entabla amistad con el escritor canario Luis Doreste Silva. Este último y el también escritor canario Ángel Guerra lo introducen en la vida madrileña, donde frecuenta los lugares de reunión de los escritores de la época: acude a las tertulias de Francisco Villaespesa, la del café Universal, y la de Carmen de Burgos, "Colombine", directora de la Revista Crítica. Su amistad con "Colombine" le permite darse a conocer entre la intelectualidad madrileña. Posiblemente en esa tertulia llegaría a conocer a Rubén Darío. Entre 1906 y 1908, aproximadamente, el poeta ya mantiene amistad con Fernando Fortún, Enrique Díez Canedo, Francisco Villaespesa, Ramón Gómez de la Serna, etc. En 1907 publica poemas y críticas en la Revista Latina, fundada por Villaespesa este mismo año. Tras publicar su primer libro y acabar su carrera, de la que obtendría el título de Doctor al año siguiente, regresa en 1909 definitivamente a Gran Canaria. En 1911 es nombrado médico titular en Agaete, donde permanece hasta 1919, cuando se traslada como médico a Las Palmas. Recibe en 1920 varios homenajes por la publicación del libro II de Las Rosas de Hércules. Planea por esta época la edición de la primera parte de su obra. En 1921 es elegido Vicepresidente del Cabildo insular de Gran Canaria. Su carrera política, no obstante, duraría poco, pues el 15 de agosto como consecuencia de una septicemia, agravada por la condición de diabético y la ausencia de medicamentos como los actuales, fallecía, en su casa en la calle Pérez Galdós de Las Palmas de Gran Canaria, dos meses antes de cumplir los 37 años. No pudo ver realizado su sueño de publicar completos los dos volúmenes de su Las Rosas de Hércules (1919-1922), de la que se hizo famosa su "Oda al Atlántico". Tomás Morales es el gran cantor del océano, en versos rotundos y emocionados, de ritmo muy personal: alejandrinos de pie quebrado.

## Obra
Tomás Morales solo publicó dos obras en vida, Poemas de la gloria, del amor y del mar (editado en Madrid en 1908 por la imprenta Gutenberg-Castro y Cía) y Las Rosas de Hércules, del que se conoce la edición en vida del autor del libro II, en 1919, por el librero Gregorio Pueyo. El libro I, una edición aumentada y revisada de los Poemas de la gloria, del amor y del mar, no apareció hasta 1922, con prólogo de Enrique Díez-Canedo.
Aunque también hizo pequeñas incursiones en la prosa crítica, la traducción y el teatro (La cena de Bethania, 1910), Las Rosas de Hércules es su obra cumbre, en la que se revela una perfecta asimilación de la estética del movimiento modernista. Se trata del gran proyecto literario (e inconcluso) del poeta, en el que pretendía registrar su visión del mundo de acuerdo con una estructura en la que los Elementos (mar, tierra, aire y fuego) ocupan un lugar primordial.
La mitología clásica, la reflexión sobre el arte y la poesía, el canto al mar, tanto en su versión portuaria como mitológica y la visión urbana y cosmopolita son algunos de los temas que trató mediante un verso de gran perfección formal y con un lenguaje de ascendencia simbolista. Algunos de sus poemas o conjuntos de poemas más célebres son: “Poemas del mar”, “Oda al Atlántico”, “Balada del niño arquero”, “Tarde en la selva”, “A Rubén Darío en su última peregrinación”, “Poemas de la ciudad comercial”, “A Néstor”, etc.
Actualmente se le reconoce como el mejor escritor canario de su época y uno de los mejores escritores modernos de toda España

## Ediciones modernas
A partir de 1956, los dos tomos de Las Rosas de Hércules se publican conjuntamente, con algunos añadidos como “Himno al volcán”, que supuestamente pertenecía a un libro tercero. En 2006 aparece la primera edición crítica de su obra, basada en los Libros de Autor preparados por el propio poeta y en las ediciones príncipe de sus respectivas publicaciones.
 Las ediciones más destacadas son:

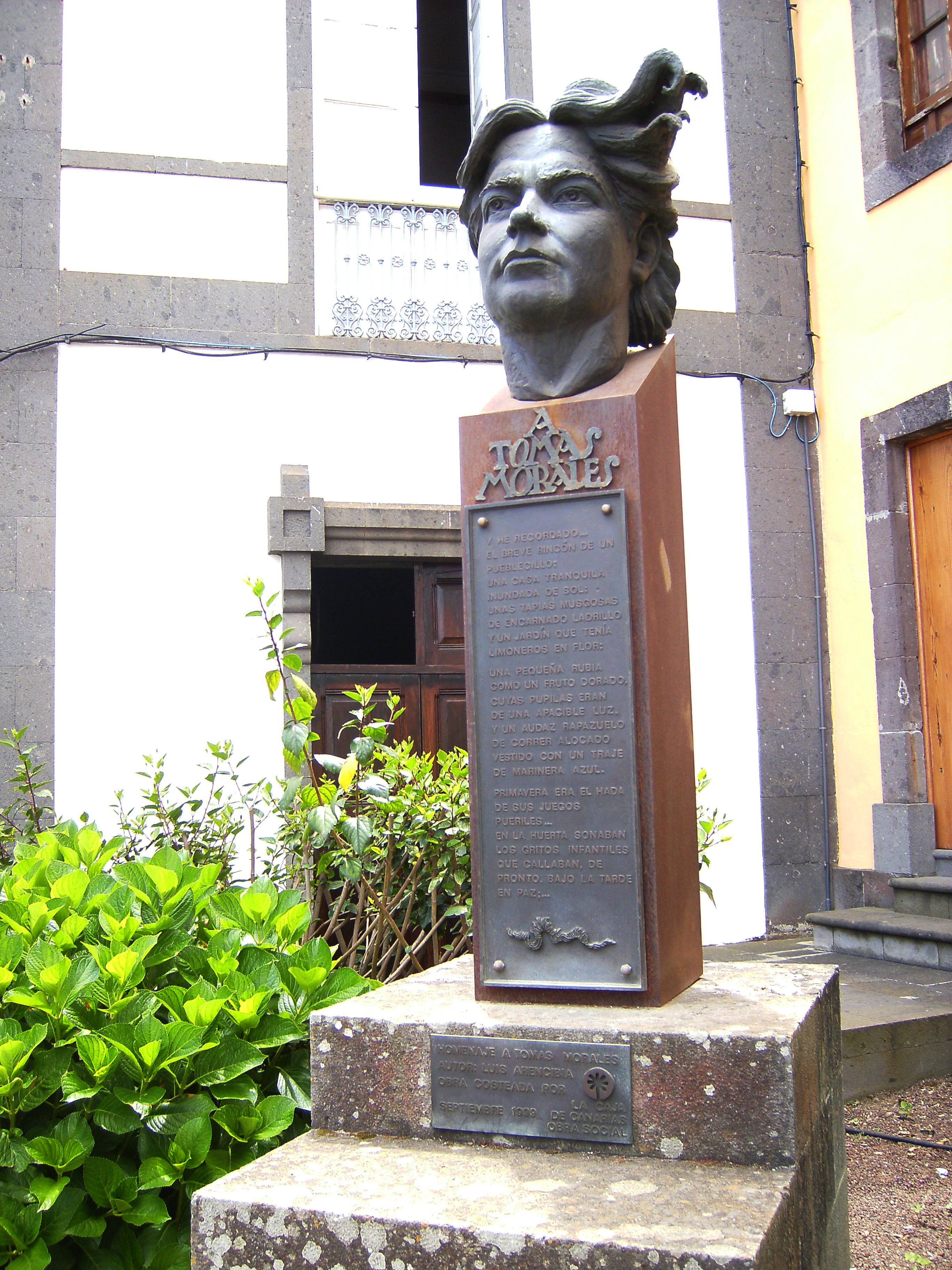
Busto de Tomás Morales en su casa natal.

- Las Rosas de Hércules, Las Palmas de Gran Canaria, El Museo Canario, 1956. [Primera edición conjunta de los dos tomos]
- Oda al Atlántico, Las Palmas de Gran Canaria: Cabildo Insular de Gran Canaria, 1971.
- Vacaciones sentimentales, Las Palmas: Ayuntamiento de la Villa de Moya, 1971.
- Poemas de la ciudad comercial, Las Palmas de Gran Canaria: Ayuntamiento de Las Palmas de Gran Canaria, 1971.
- Las Rosas de Hércules, Las Palmas de Gran Canaria, Cabildo Insular de Gran Canaria, 1977.
- Las Rosas de Hércules, Barcelona: Barral Editores, 1977.
- Las Rosas de Hércules, La Cena de Bethania (Versiones de Leopardi). Santa Cruz de Tenerife: Interinsular Canaria, 1984.
- Las Rosas de Hércules (Libros I y II, dos volúmenes en edición facsimilar), Santa Cruz de Tenerife, Consejería de Cultura del Gobierno de Canarias, 1985.
- Las Rosas de Hércules, lectura de Andrés Sánchez Robayna. Barcelona: Mondadori, 2000.
- Las Rosas de Hércules, edición crítica de Oswaldo Guerra Sánchez, Las Palmas de Gran Canaria, Cabildo de Gran Canaria, 2006.
- Poemas de la Gloria, del Amor y del Mar, texto introductorio de Oswaldo Guerra Sánchez. Reproducción facsímil de la edición: Madrid: Gutenberg-Castro y Compª, 1908. Las Palmas de Gran Canaria: Cabildo Insular de Gran Canaria, 2008.
- Las Rosas de Hércules, introducción y notas de Oswaldo Guerra Sánchez, Madrid, Cátedra, 2011.

## Reconocimientos
- Su prematura muerte tuvo lugar tras recibir el laurel del Ateneo de Madrid.
- Los centros educativos: CEIP Poeta Tomás Morales (Ingenio)[1] y el IES Poeta Tomás Morales Castellano[2] (Las Palmas de Gran Canaria) están dedicados a su persona.
- Calles en diversos municipios de Canarias llevan su nombre. Paseo Tomás Morales en  Las Palmas de Gran Canaria[3]
- Bote de Vela latina en su honor: Tomás Morales.[4]
- Letras Canarias 2011. El Gobierno de Canarias dedica al poeta la edición del Día de las Letras Canarias 2011.[5]